# المدرسة الفخرية (مكة المكرمة)
المدرسة الفخرية، تقع في مكة المكرمة بجوار باب إبراهيم، افتتحت في عام 1298 هـ / 1881م على يد الشيخ عبد الحق قاري، اعتمد في تمويلها على المساعدات الخيرية، ومع ذلك كانت المدرسة في بعض السنوات تعاني من الأزمات المالية. أما مواد الدراسة، فقد ركزت على القرآن الكريم والتجويد والقراءات مع بعض العلوم الرئيسية كالإملاء والحساب، وأصبحت الدراسة في المدرسة الفخرية مقصورة على ثلاث سنوات تحضيرية وسنة واحدة ابتدائية وكان ذلك في عام 1365 هـ / 1946م.